# Clarence Houser
Lemuel Clarence ("Bud") Houser (21. září 1901 Winigan – 1. října 1994 Gardena) byl americký atlet, specializující se na vrh koulí a hod diskem, trojnásobný olympijský vítěz.
Na olympiádě v Paříži v roce 1924 zvítězil ve vrhu koulí i v hodu diskem (to se mu podařilo jako jedinému atletu v historii, mezi atletkami tohoto úspěchu dosáhla jen Tamara Pressová v roce 1964). Při další olympiádě v Amsterdamu v roce 1928 byl vlajkonošem výpravy USA. Startoval zde pouze v hodu diskem a obhájil vítězství.
Dne 3. dubna 1926 vytvořil světový rekord v hodu diskem výkonem 48,20 m. Mistrem USA v hodu diskem byl v letech 1925, 1926 a 1928, ve vrhu koulí v letech 1921 a 1925.